# Burg Nideck
Die Burg Nideck (auch: Niedeck; französisch Château du Nideck) ist die Ruine einer mittelalterlichen Höhenburg in den elsässischen Vogesen. Sie gehört zur Gemeinde Oberhaslach im Département Bas-Rhin.

## Lage
Die Burg liegt fünf Kilometer nordwestlich von Oberhaslach in 550 Meter Höhe am Abhang des Bärenberges auf einem steilen Rhyolith-Felsen über dem Haseltal. Unmittelbar unterhalb befindet sich der 25 Meter hohe Nidecker Wasserfall (Cascade du Nideck). Erreichbar ist die Ruine über Wanderwege von der Auberge Moosberg oder vom Forsthaus Nideck (beide an der Straße D 218 Oberhaslach-Wangenbourg).

## Geschichte
Nideck wird erstmals auf Siegeln des Burggrafen Günther, eines Gefolgsmanns des Bischofs von Straßburg, aus dem Jahr 1262 erwähnt (Purcravii Guntheri de Nideke). Eine Urkunde von 1264 nennt einen Herren „Burchardi de Nidecke“. In der ersten Hälfte des 14. Jahrhunderts hatten die Grafen von Leiningen Anteil an der Burg, gegen Ende des 14. Jahrhunderts war sie Ganerbenburg mehrerer Straßburger Niederadliger. 1454 wurde Nideck als Raubritternest von Ludwig von Lichtenberg erobert. Danach verschwindet die Burg aus den Quellen, vermutlich wurde sie noch im 15. Jahrhundert wegen ihrer Abgelegenheit aufgegeben.

## Anlage

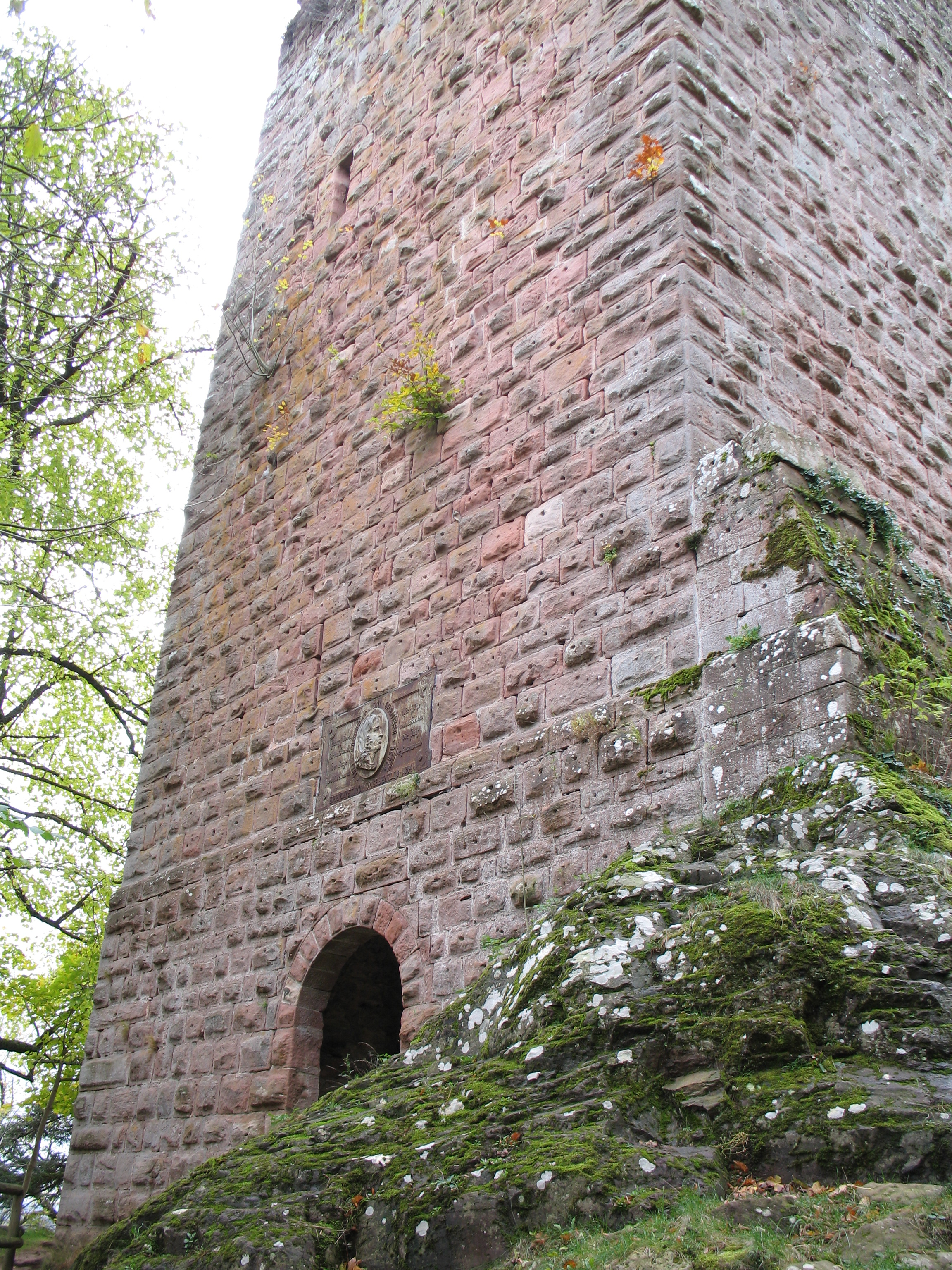
Der Bergfried von Unter-Nideck mit der Chamisso-Gedenktafel

Die Anlage besteht aus den beiden Teilburgen Ober- und Unter-Nideck. Nach dem Baubefund wurde Ober-Nideck um 1200 erbaut. Erhalten sind Reste der Schildmauer aus Buckelquadern, eines Wohnturms und der Umfassungsmauern. Die Burggrafen errichteten nach 1260 die frühgotische Unterburg mit dem noch erhaltenen 20 Meter hohen quadratischen Bergfried.

## Belletristik
Bekannt ist Burg Nideck im deutschen Sprachraum vor allem durch die von den Brüdern Grimm 1816 überlieferte Sage vom Riesenspielzeug, die Adelbert von Chamisso zu dem Gedicht Das Riesenspielzeug inspirierte:
Burg Niedeck ist im Elsaß der Sage wohlbekannt,

Die Höhe, wo vorzeiten die Burg der Riesen stand;

Sie selbst ist nun verfallen, die Stätte wüst und leer;

Du fragest nach den Riesen, du findest sie nicht mehr.
Eine über dem Turmeingang angebrachte Gedenktafel des Vogesenclubs erinnert an den Dichter.